# SDIF (ソニー)
SDIF (Sony Digital Interface Format) とは、デジタルオーディオの伝送規格の一つでソニーの社内規格である。規格はSDIF-1,SDIF-2,SDIF-3の3種類があり、SDIF-2はAES/EBU規格、S/PDIF規格が普及する以前の業務用音響機器ではデファクトスタンダードであった。

## SDIF-1
SDIF-1はもっとも初期の規格であるが資料に乏しく関係者からはパラレルインターフェースであったという証言を得ているがフォーマットの内容など詳しい内容は不明である。

## SDIF-2
- 概要

2chのデジタルオーディオ信号をL,R,Wordclockの3本のBNCケーブルで伝送する。マルチトラックレコーダーにおいてはD-SUB50ピンにて24chの差動信号とBNCケーブルのWordclockの組み合わせで伝送する。
- ハードウェア

2chのシステムにおいては特性インピーダンス75Ωの伝送路である。入出力レベルは元来はTTLレベルである。
マルチチャンネルの差動入出力に関してはRS-422フォーマットに準じた差動ラインドライバ、レシーバによって構成される。
- 伝送プロトコル
- 主な対応機種
  - ソニー

PCM-10、PCM-100、DAE-1000、DAE-1100、DAE-3000、PCM-1600、PCM-1610、PCM-1630
PCM-3324、PCM-3324A、PCM-3348、PCM-9000、PCM-3402、PCM-7010F
- - dCS
  - Tascam
  - Yamaha

## SDIF-3
- 概要

SDIF-2のハードウェアを元にDSD信号を伝送できるようにプロトコルを変更したもの。
伝送はBNCケーブル、Clock専用ケーブルが不要となり、ch数分のBNCケーブルのみで伝送可能である。